# Zygiella calyptrata
Espèce
Synonymes
- Epeira calyptrata Workman & Workman, 1894

Zygiella calyptrata est une espèce d'araignées aranéomorphes de la famille des Araneidae.

## Distribution
Cette espèce se rencontre en Malaisie, en Birmanie et en Chine.

## Description
La femelle décrite par Levi en 1974 mesure 4 mm.

## Systématique et taxinomie
Cette espèce a été décrite sous le protonyme Epeira calyptrata par Thomas Workman et Mary Emma Workman en 1894. Elle est placée dans le genre Zygiella par Carl Friedrich Roewer en 1942.

## Publication originale
- (en) Workman & Workman, 1894, Malaysian spiders, Belfast, p. 9-24 (lire en ligne).